# Always with you
《Always with you》是日本音樂團體GENERATIONS的第6张单曲，於2014年9月3日由rhythm zone发售。

## 概要
- A面曲 《Always with you》是讀賣電視、日本電視台連續劇「獸醫先生、是事件呀」主題曲。
- B面曲《花》為GENERATIONS第2首翻唱歌曲，原唱者為ORANGE RANGE
- 與前作相同，此單曲收錄了上一張單曲的英語版本。
- 此單曲有2個版本，分別有「CD+DVD」和「CD ONLY」。「CD+DVD」收錄了《NEVER LET YOU GO》的Music Video。
- 在9月15日於公信榜单曲週排行榜取得第3位。

## 收錄内容

### CD
1. Always with you
（作詞：Haruka Mizuguchi、作曲：SKY BEATZ、FAST LANE）
2. 花
（作詞、作曲：ORANGE RANGE）
3. Always with you (Instrumental)
4. 花 (Instrumental)
5. NEVER LET YOU GO（English version）
（作詞：Maria Okada、作曲：SKY BEATZ・FAST LANE・Chris Hope・J FAITH）

### DVD
1. Always with you（Music Video）